# غابات الصومال الجبلية الجافة
غابات الصومال الجبلية الجافة او الشجيرات الصومالية الجبلية الجافة هي منطقة بيئية صحراوية وجافة في الصومال. تقع المنطقة البيئية في جبال كركار الوعرة، والتي تمتد موازية وقريبة من الساحل الشمالي للصومال على خليج عدن، وتتبع الساحل من رأس عسير جنوبًا إلى إيل على بحر العرب.

## الجغرافيا
تغطي المنطقة البيئية جبال كركار، التي تمتد شرقاً وغرباً بموازاة الساحل الشمالي للصومال، من وسط أرض الصومال شرقاً إلى كيب رأس عسير في الطرف الشمالي الشرقي للصومال. يفصل شريط ساحلي ضيق بين الجبال وخليج عدن في الشمال. تشكل جبال جوليس في وسط أرض الصومال الجزء الغربي من المنطقة البيئية. إلى الشرق توجد جبال علمدو في شرق أرض الصومال وشمال بونتلاند. تمتد المنطقة البيئية إلى مستوى سطح البحر في الشمال والشرق، وتصل إلى 2416 مترًا في قمة جبل شيمبريس، التي تعد أعلى قمة في المنطقة البيئية وفي أرض الصومال. تشمل الجبال المرتفعة نتوءات من الحجر الجيري والجبس.